# 畔上賢造
畔上 賢造（あぜがみ けんぞう、1884年10月28日 - 1938年6月25日）は、内村鑑三門下（無教会派）のキリスト教独立伝道者。
農村伝道に従事し、またミルトン、カーライル、ブラウニング等の英文学を積極的に翻訳・紹介した。

## 経歴
1884年、長野県上田町（現上田市）に生まれる。1902年、旧制上田中学（長野県上田高等学校）卒業、早稲田大学予科入学。1904年、内村鑑三の門下生となる。1906年、早稲田大学文学部哲学科を卒業し、千葉県立千葉中学校の英語教師となる。1909年に同じ内村門下であった、成沢むつと結婚。1911年、千葉中学校を辞職。千葉県東金町の農村をベースに独立伝道を開始、また執筆・出版活動を行う。1914年に長男畔上道雄が誕生。
1919年、上京し『聖書之研究』誌の社員として内村鑑三の助手を務める。1927年より上落合の自宅で家庭集会を開始。1928年には内村より独立し、自宅の家庭集会を上落合聖書研究会と称し、毎日曜日午前中に開く。1930年、月刊誌『日本聖書雑誌』創刊（1937年 第96号で終刊）。1931年、日曜日の集会を中央聖書研究会と称し、東京丸ビルで開催。
1938年、死去。

## 著書・訳書等
- 『リンコーン言行録』（内外出版協会） 1905年
- 『自助論』（スマイルス、訳、内外出版協会） 1906年
- 『グラッドストン言行録』（古川金水堂） 1907年
- 『平民詩人』（内村鑑三と共著、警醒社） 1914年
- 『悲哀より歓喜まで』（洛陽堂） 1915年
- 『歩みし跡』（警醒社書店） 1917
- 『基督再臨の希望』（警醒社） 1919年
- 『羅馬書釈義』第1 - 第2（警醒社） 1923年
- 『十字架の蔭に立つ』（向山堂書房） 1924年
- 「畔上賢造著作集」全12巻（畔上賢造著作集刊行会） 1940年 - 1942年
  - 『第1巻 旧約研究』
  - 『第2巻 イエス傳研究』
  - 『第3巻 パウロ研究』
  - 『第4巻 パウロ書翰 上』
  - 『第5巻 パウロ書翰 下』
  - 『第6巻 ヨハネ研究其他』
  - 『第7巻 初期の著作』
  - 『第8巻 英文学 上』
  - 『第9巻 英文学 下』
  - 『第10巻 論文講演』
  - 『第11巻 随筆』
  - 『第12巻 感想書翰』
- 『ブラウニング - 愛の詩人』（警醒社書店） 1948年
- 『基督教読本』（銀杏書房） 1949年